# Melbeta
Melbeta és una població dels Estats Units a l'estat de Nebraska. Segons el cens del 2000 tenia 138 habitants.

## Demografia
Segons el cens del 2000, Melbeta tenia 138 habitants, 57 habitatges, i 44 famílies. La densitat de població era de 532,8 habitants per km².
Dels 57 habitatges en un 21,1% hi vivien nens de menys de 18 anys, en un 70,2% hi vivien parelles casades, en un 7% dones solteres, i en un 21,1% no eren unitats familiars. En el 17,5% dels habitatges hi vivien persones soles el 12,3% de les quals corresponia a persones de 65 anys o més que vivien soles. El nombre mitjà de persones vivint en cada habitatge era de 2,42 i el nombre mitjà de persones que vivien en cada família era de 2,76.
Per edats la població es repartia de la següent manera: un 20,3% tenia menys de 18 anys, un 8,7% entre 18 i 24, un 22,5% entre 25 i 44, un 26,1% de 45 a 60 i un 22,5% 65 anys o més.
L'edat mediana era de 43 anys. Per cada 100 dones de 18 o més anys hi havia 103,7 homes.
La renda mediana per habitatge era de 33.750 $ i la renda mediana per família de 36.875 $. Els homes tenien una renda mediana de 26.389 $ mentre que les dones 20.000 $. La renda per capita de la població era de 15.268 $. Cap de les famílies estaven per davall del llindar de pobresa.

## Poblacions més properes
El següent diagrama mostra les poblacions més properes.